# Gertrud von Hohenberg

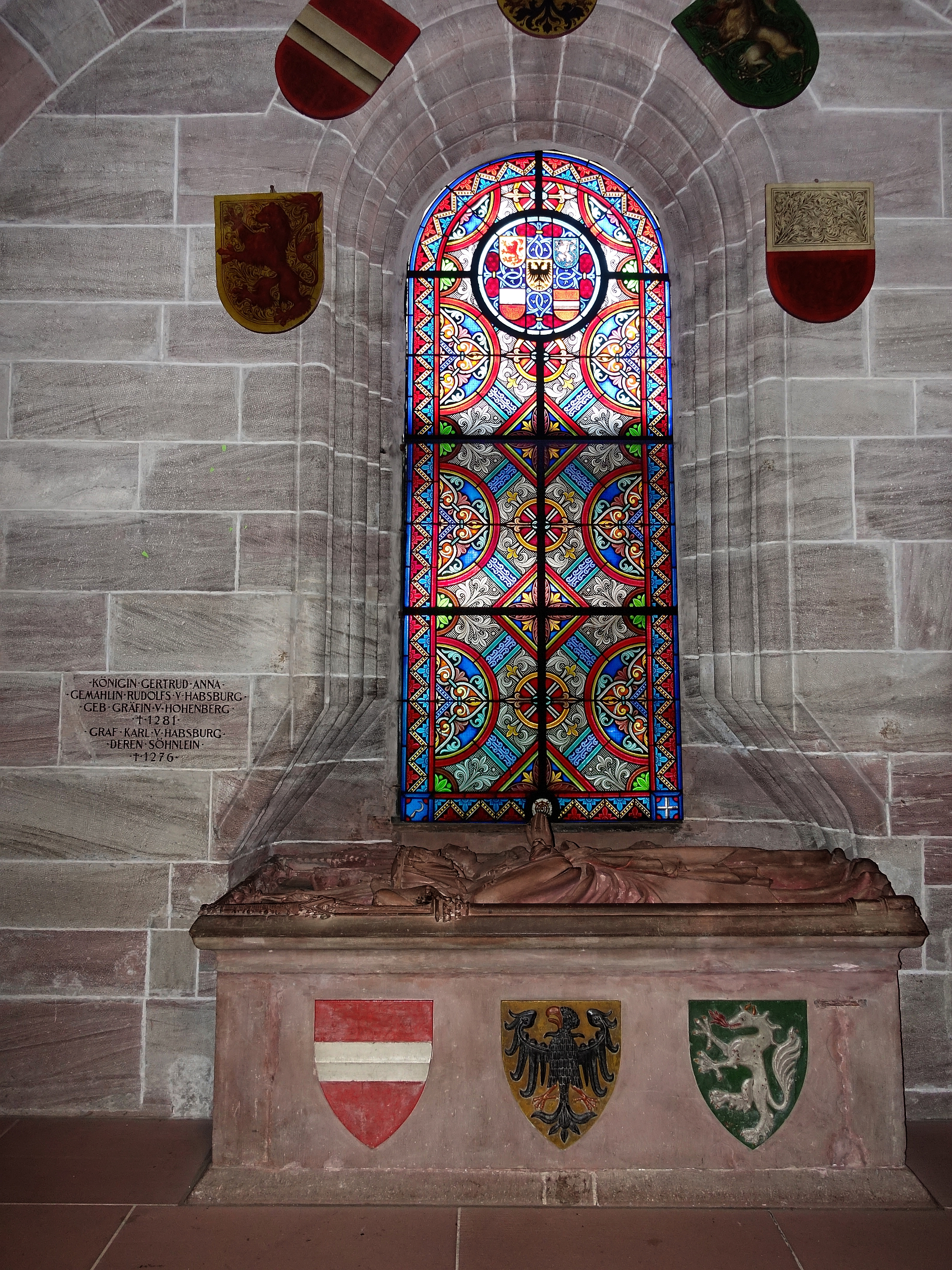
Sarkophag im Basler Münster

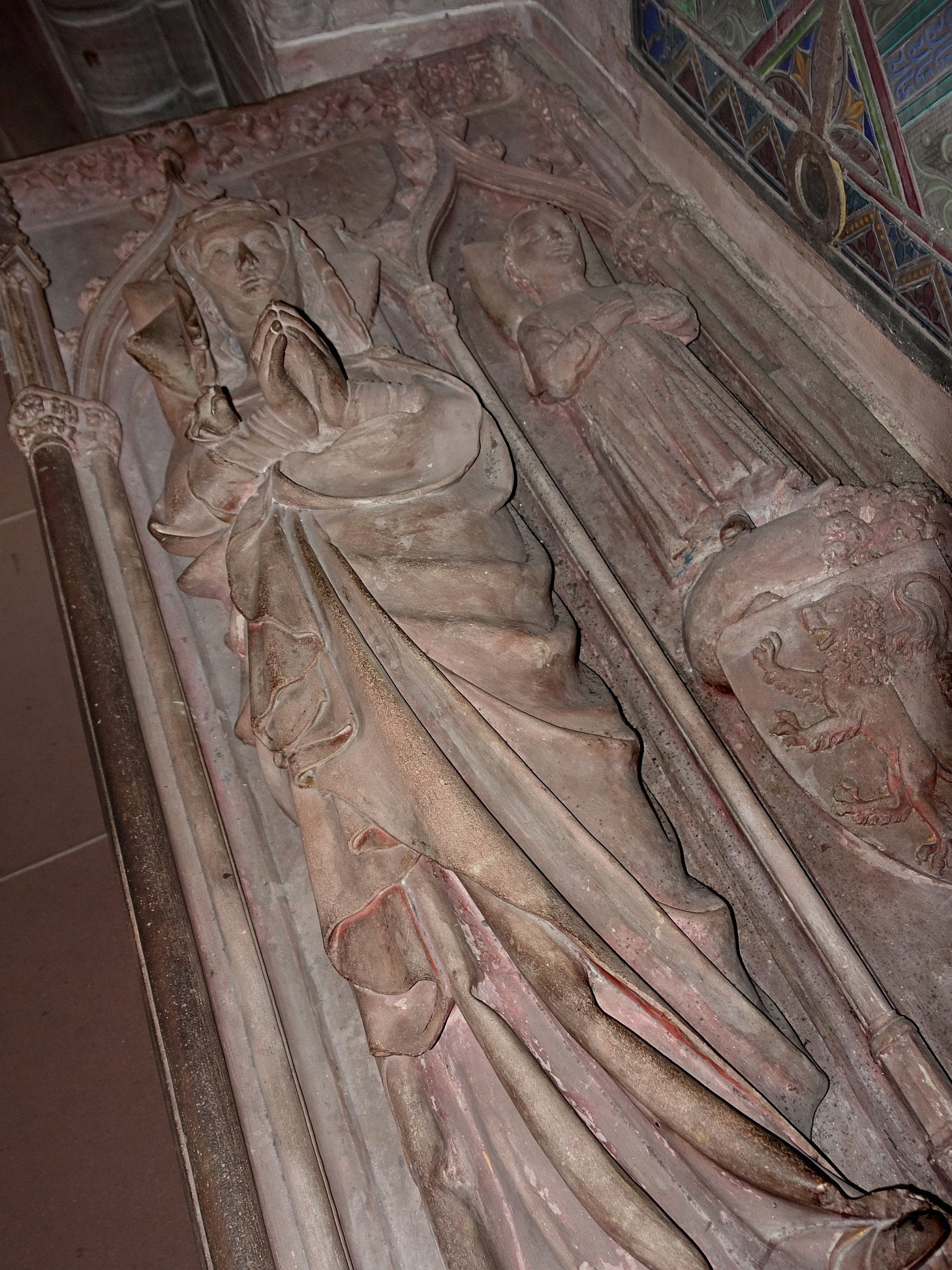
Sarkophag von Gertrud von Hohenberg mit Sohn Karl von Habsburg im Basler Münster

Gertrud von Hohenberg († 16. Februar 1281 in Wien) war als Gemahlin Rudolfs von Habsburg ab 1253 Gräfin von Habsburg, Kyburg und Löwenstein und ab 1273 als Anna von Habsburg römisch-deutsche Königin.
Anna von Habsburg gilt als Stammmutter der Dynastie der Habsburger.

## Leben

### Klärung ihrer Abstammung
Gertrud von Hohenberg war die älteste Tochter des Grafen Burkhard V. von Hohenberg und dessen Ehefrau Pfalzgräfin Mechthild von Tübingen, Tochter von Pfalzgraf Rudolf II. von Tübingen. Die schwäbischen Grafen von Hohenberg waren eine früh abgespaltene Seitenlinie der Grafen von Zollern.
Die Acta Murensia nennen sie “uxor Gertrudis, quae et Anna, Ludovici, Comitis Froburgi et Hochbergi Comitis filia” (die Ehefrau Gertrud, die auch unter dem Namen Anna erscheint, die Tochter Ludwigs, des Grafen von Frohburg und Hochberg). Der Schweizer Historiker Aegidius Tschudi († 1572) stellte folglich die These auf, dass Gertrud von Hohenberg aus dem Hause Homberg-Frohburg stamme. Gemäß Tschudi wäre Gertrud Tochter des Grafen Ludwig und Schwester von Graf Hartmann und Graf Herman IV. Die Grafschaft Homberg kam jedoch erst durch Heirat ihres (von Tschudi vermuteten) Bruders Herman IV. mit der Erbtochter des Grafen Werner III. von Homberg an die Frohburger.
Diese ältere Auffassung wurde 1758 durch Johann Friedrich Herbster zweifelsfrei widerlegt, der Gertrud oder Anna dem schwäbischen Hause Hohenberg zuordnen konnte. Grundlage dafür war ihm eine Urkunde vom 27. Februar 1271. Darin verkauft ihr Ehemann Rudolf, Graf von Kyburg und Habsburg dem Kloster St. Märgen einen Hof in Tiengen (Freiburg im Breisgau), der ihm als Heiratsgut seiner Gemahlin Gertrud (“Nobilis mulieris Gertrudis uxoris”) verpfändet war. Dieser Transaktion stimmten die Brüder Gertruds “… nobilium virorum fratrum suorum Alberti, Burchardi et Vlrici Comitum de Hohinberg” ausdrücklich zu. Der Sachverhalt ist in drei Urkunden bezeugt. Demzufolge stammte Gertrud mit Gewissheit aus dem Haus der schwäbischen Hohenberg.

### Ehe und Nachkommen
Gertrud heiratete um 1253 im Elsass Graf Rudolf von Habsburg, Sohn des Grafen Albrecht IV. und dessen Gemahlin Gräfin Heilwig von Kyburg.
Zwanzig Jahre lang war Gertrud von Hohenberg Burggräfin auf der Burg Stein. Am 1. Oktober 1273 wählten die Kurfürsten ihren Mann in Frankfurt am Main einstimmig zum deutschen König. Nach dessen Krönung in Aachen nannte sie sich Königin Anna.
Aus der Ehe mit Rudolf gingen vierzehn Kinder hervor (sechs Söhne und acht Töchter), unter anderem:
- Mathilde (1253–1304) ⚭ 1273 in Aachen mit Ludwig II., dem Strengen, Pfalzgraf bei Rhein und Herzog von Oberbayern
- Albrecht I. (1255–1308) ⚭ 1274 in Wien mit Elisabeth von Görz und Tirol
- Katharina (1256–1282) ⚭ 1279 in Wien mit Otto III., Herzog von Niederbayern
- Agnes Gertrud (1257–1322) ⚭ 1273 in Aachen mit Albrecht II., Herzog von Sachsen-Wittenberg
- Hedwig (1259–1303) ⚭ 1279 in Wien mit Otto VI., Markgraf von Brandenburg, Sohn von Otto III. von Brandenburg aus dem Haus der Askanier
- Klementia (1262–1293) ⚭ 1281 in Wien mit Karl Martell, Titularkönig von Ungarn, Sohn von Karl II. von Neapel aus dem Haus Anjou
- Hartmann (1263–1281, ertrunken) verlobt mit Johanna, Tochter von König Eduard I. von England
- Rudolf II. (1270–1290) ⚭ 1289 in Prag mit Agnes von Böhmen, Tochter von König Ottokar II. Přemysl
- Guta (Jutta) (1271–1297) ⚭ 1285 in Prag mit Wenzel II., König von Böhmen
- Karl (*/† 1276)

### Tod und Bestattung
Gertrud hatte das Basler Münster zu ihrer Grabstätte bestimmt. Ausführlich schildert der Chronist von Colmar die Vorbereitungen für ihren letzten Weg sowie die Umstände der Leichenkonservierung: „Ihrem Leichnam wurden die Eingeweide entnommen, die Bauchhöhle wurde mit Sand und Asche gefüllt, das Gesicht einbalsamiert. Dann übergab man den Körper mit einem Wachstuch und hüllte ihn in prächtige seidene Gewänder. Eine goldene Kette zierte das verschleierte Haupt. Dann legte man die tote Königin in den Sarg, der aus Buchenholz gefertigt war, ihre Arme waren über die Brust gekreuzt. So sah der König seine Gemahlin zum letzten Male, ehe der Sarg mit eisernen Bändern verschlossen wurde.“ Der Leichenzug kam am 20. März 1281 in Basel an. „Drei Bischöfe zelebrierten das Totenamt, bei dem der Sarg senkrecht aufgestellt wurde und der Deckel geöffnet war, damit alle Anwesenden die hohe Verstorbene noch einmal sehen konnten.“

## Grabstätte
Im Chorgang des Basler Münsters befindet sich ihr Sarkophag und der ihres jüngsten, als Kleinkind gestorbenen Sohns Karl. Das Doppelgrab wurde nach dem Erdbeben von 1356 auf die linke Chorseite verlegt. Erstmals nach dieser Umbettung wurde das Grab 1510 durch die Basler Chorherren geöffnet. Dabei wurden die Königskrone, ein Ring und eine Halskette entnommen. Eine weitere Öffnung der Gruft folgte 1770. Dabei wurden ihre Gebeine sowie die Gebeine ihrer verstorbenen Söhne Karl und Hartmann durch die Feierliche Übersetzung der kaiserlich-königlichen-auch-herzoglich-österreichischen höchsten Leichen in das Kloster St. Blasien verlegt; heute ruhen sie im Stift St. Paul im Lavanttal in Kärnten. In Basel verblieb ein Kenotaph.

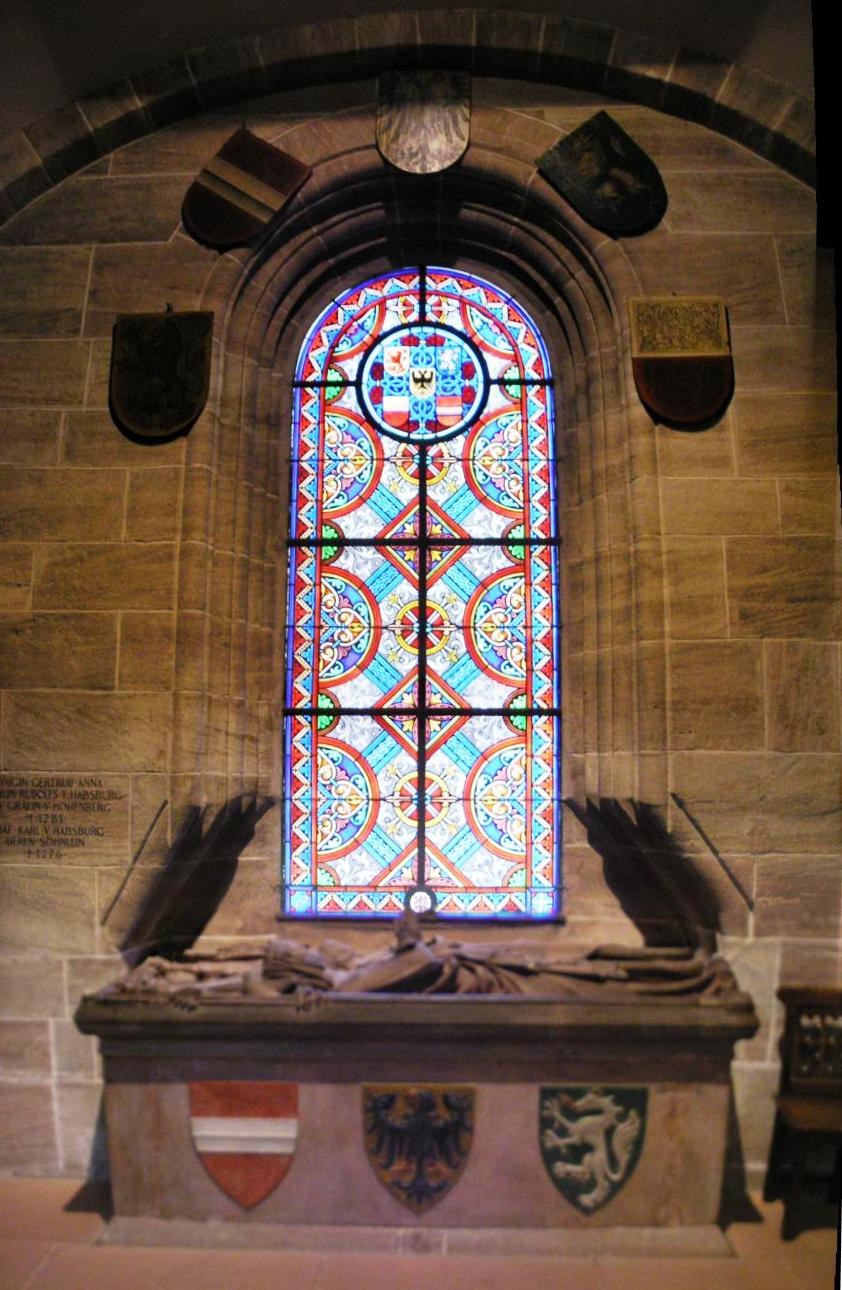
Grabmal im Basler Münster
Heutige Grabstätte in St. Paul
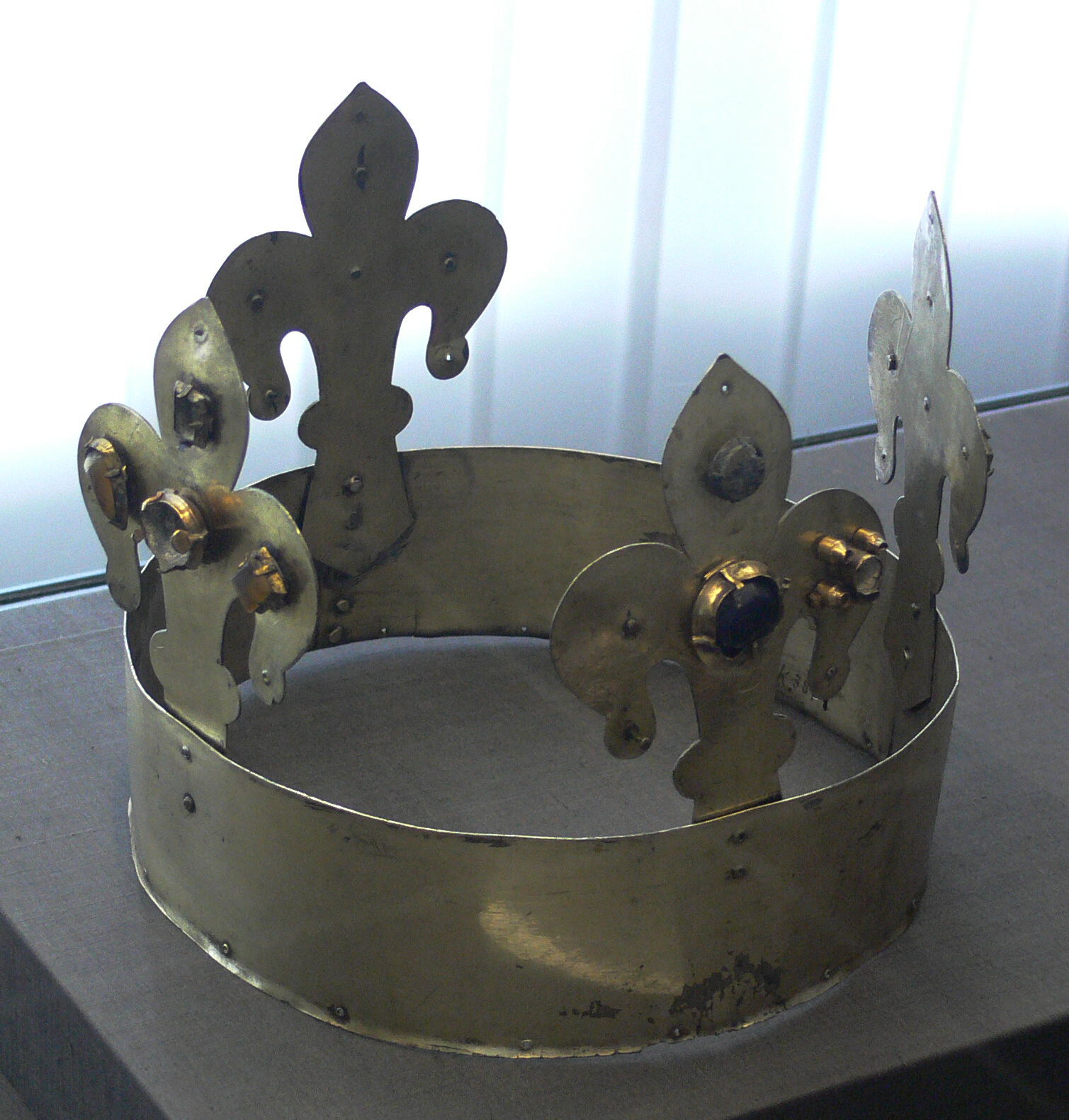
Grabkrone der Königin Anna aus dem Basler Münsterschatz, heute im Kunstgewerbemuseum Berlin
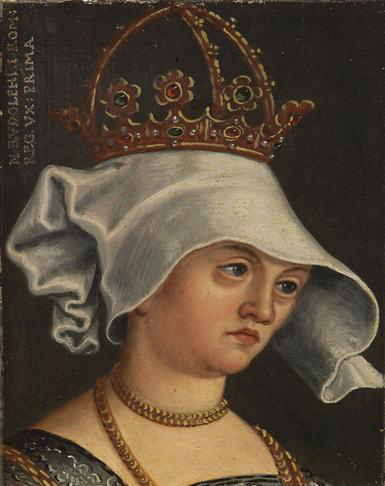
Miniatur um 1579/87 von Antoni Boys gen. Anton Waiss, Kunsthistorisches Museum Wien